# Bathypterois filiferus
Bathypterois filiferus är en fiskart som beskrevs av Gilchrist, 1906. Bathypterois filiferus ingår i släktet Bathypterois och familjen Ipnopidae. Inga underarter finns listade.